# Morrow Plots
Le Morrow Plots est une série de champs expérimentaux, en particulier de culture du maïs, inauguré en 1876 par l’American College, aujourd'hui l'université de l'Illinois à Urbana-Champaign. Il s'agit des plus anciens champs de recherche agronomique aux États-Unis, incluant le champ de culture du maïs utilisé de manière continue depuis le plus longtemps. Quatre des dix champs originaux sont toujours utilisés aux mêmes fins. Ces champs ont été désignés National Historic Landmarks le 23 mai 1968. Ils sont situés près de l’observatoire astronomique de l'université de l'Illinois, un autre site historique.
Une croyance populaire veut que l’ait conçu la bibliothèque pour les étudiants du baccalauréat avec trois niveaux souterrains afin que le bâtiment soit plus bas sur l'horizon et ne bloque pas le soleil sur les champs. En fait, le plan de construction prévoyait une vaste plaza devant le bâtiment et c'est plus celle-ci que l'architecte voulait garder ensoleillée. Un des groupes de chant a cappella présente souvent des concerts sur Morrow Plots.

## Histoire
George E. Morrow, le premier doyen de la faculté d'agriculture l’American College, et le professeur Manley Miles planifièrent les premières expériences sur les procédés agricoles dans les dix champs, d'une demi-acre chacun, de Morrows Plots appartenant à l'institution. En particulier, ils voulaient voir si les sols riches de l'Illinois étaient favorables à la culture du maïs, comment celui-ci affectait les nutriments contenus dans le sol et quelles méthodes il fallait utiliser pour obtenir des récoltes optimales.
Durant les premières 29 années, aucun fertilisant ne fut utilisé, seulement une rotation des cultures. Malgré la richesse du sol, les agronomes ont commencé à mettre des excréments d'animaux, de la chaux et du phosphore en 1904 voyant que le rendement agricole continuait à décliner. Gardant un champ témoin non fertilisé, cinquante ans plus tard les agronomes ont pu voir un rapport de quatre pour un entre les champs fertilisés, et subissant une rotation, et le champ témoin.
En 1967, de nouvelles techniques agricoles et de fertilisation furent introduites. En 1968, le soja commença à être planté à Morrows Plots et il est devenu depuis la seconde plus importante production agricole en Illinois. Le collège devenu université, une partie des champs originaux ont été convertis à d'autres usages. Par exemple, l'Observatoire astronomique a été construit sur l'emplacement des champs un et deux en 1896. Seulement trois champs d'une superficie de 6/10 d'un acre sont encore consacrés à l'agriculture.